# Station Plumley
Plumley is een spoorwegstation van National Rail in Plumley, Cheshire East in Engeland. Het station is eigendom van Network Rail en wordt beheerd door Northern Rail.